# Rivista italiana di economia demografia e statistica
La Rivista italiana di economia demografia e statistica (RIEDS) è la rivista trimestrale ufficiale della Società italiana di economia demografia e statistica (SIEDS) ed è categorizzata come periodico scientifico italiano.

## Storia
Fondata nel 1947 col nome RIDS (Rivista italiana di demografia e statistica), nel 1950 la rivista cambiò la sua denominazione in RIEDS, Rivista italiana di economia demografia e statistica, in seguito alla decisione della Società di demografia e statistica di ampliare l'oggetto dell'attività sociale e scientifica.
Attraverso la pubblicazione di diversi lavori scientifici di autori italiani e non, ospita approfondimenti su tutte le diverse aree dell'economia, della demografia e della statistica nonché dei dibattiti scientifici in atto in Italia e all'estero.
La rivista si occupa di statistica (metodologia e applicazioni) e studi in molti campi delle scienze sociali (economia, sociologia, demografia, pianificazione, geografia, scienze ambientali e argomenti correlati). Pubblica contributi che affrontano questioni di ricerca specifiche in tali aree, nonché note metodologiche e tecniche.
Tra i primi studiosi che collaborarono per la rivista si ricordano Carlo Emilio Bonferroni, Raffaele D'Addario, Mario de Vergottini, Giuseppe Parenti, Giuseppe De Meo, Pierpaolo Luzzatto Fegiz, Diego De Castro, Guglielmo Tagliacarne, Bruno Grazia Resi, Ugo Papi e Silvio Vianelli.
Al 2021 il direttore è Chiara Gigliarano (Università degli Studi dell'Insubria).